# فرانسیسکو ماتئو
فرانسیسکو ماتئو (انگلیسی: Francisco Mateo; ۱۵ مهٔ ۱۹۱۷ – ۲۱ ژوئیهٔ ۱۹۷۹) بازیکن فوتبال اهل فرانسه بود.
از باشگاه‌هایی که در آن بازی کرده‌است می‌توان به باشگاه فوتبال بوردو، باشگاه فوتبال استراسبورگ، باشگاه فوتبال بارسلونا، و باشگاه فوتبال والنسیا اشاره کرد.